# سلیونیتسا (ورانگه)
سلیونیتسا (به صربی: Slivnica) یک منطقهٔ مسکونی در صربستان است که در ناحیه پچینیا واقع شده‌است. سلیونیتسا ۱۴۳ نفر جمعیت دارد.